# In Case We Die
In Case We Die è il secondo album discografico del gruppo musicale indie pop australiano Architecture in Helsinki, pubblicato nell'aprile 2005.

## Tracce
1. Neverevereverdid – 4:49
2. It'5! – 2:07
3. Tiny Paintings – 3:03
4. Wishbone – 2:26
5. Maybe You Can Owe Me – 4:03
6. Do the Whirlwind – 4:39
7. In Case We Die (Parts 1-4) – 3:33
8. The Cemetery – 2:02
9. Frenchy, I'm Faking – 2:52
10. Need to Shout – 4:10
11. Rendezvous: Potrero Hill – 1:52
12. What's in Store? – 4:29
13. Bats and Rats and Murderers (UK bonus track) – 1:25